# Далримпл, Джон Гамильтон, 10-й граф Стэр
Джон Гамильтон Далримпл, 10-й граф Стэр (англ. John Hamilton Dalrymple, 10th Earl of Stair; 1 апреля 1819 — 3 декабря 1903) — шотландский пэр и политик. Он носил титул учтивости — виконт Далримпл с 1853 по 1864 год.

## Происхождение
Родился 1 апреля 1819 года. Старший сын Норта Гамильтона Далримпла, 9-го графа Стэра (1776—1864), и его первой жены Маргарет Пенни (? — 1828), дочери Джеймса Пенни.

## Биография
Капитан шотландской гвардии. Он заседал в Палате общин Великобритании от Уигтауншира с 1841 по 1856 год.
9 ноября 1864 года после смерти своего отца Джон Гамильтон-Далримпл унаследовал титулы 10-го графа Стэра (Пэрство Шотландии), 11-го виконта Стэра (Пэрство Шотландии), 11-го лорда Гленлуса и Странраера (Пэрство Шотландии), 10-го виконта Далримпла (Пэрство Шотландии), 10-го лорда Ньюлистона, Гленлуса и Странраера (Пэрство Шотландии), 3-го барона Оксенфорда из Кусленда в графстве Мидлотиан (Пэрство Соединённого королевства), 11-го баронета Далримпла из Стэра (Баронетство Новой Шотландии) и 7-го баронета Далримпла из Крэнстоуна (Баронетство Новой Шотландии), став членом Палаты лордов Великобритании.
Занимал должности лорда-лейтенанта Уигтауна (1851—1903) и Айршира (1870—1897), капитана Королевской роты лучников, заместителя лейтенанта и мирового судья Ланаркшира. Кавалер Ордена Чертополоха.
С 1870 по 1903 год — управляющий Банка Шотландии. После того, как это было предложено в 1877 году, он успешно выступил против продления на юг до Драммора совместной железной дороги Портпатрика и Уигтауншира. Он также служил лордом — верховным комиссаром Шотландской церкви с 1869 по 1871 год.
Канцлер Университета Глазго в 1884—1904 годах.

## Личная жизнь

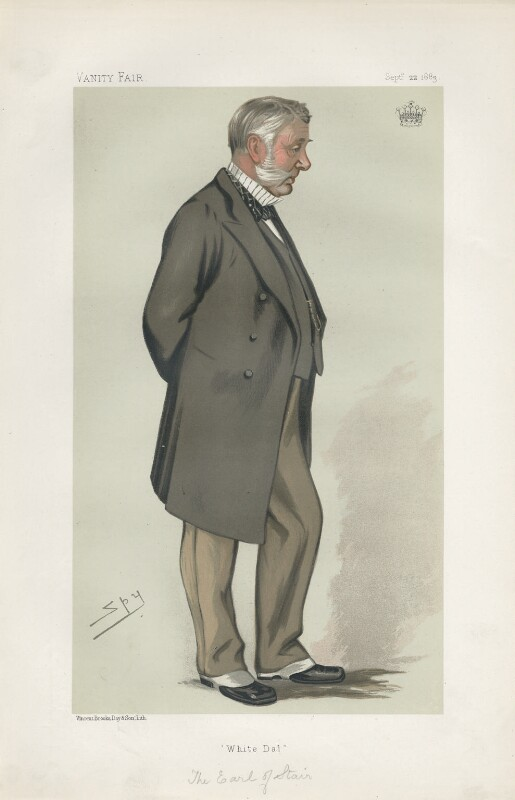
Карикатура на графа Стэра, автор — Лесли Уорд в журнале Vanity Fair, сентябрь 1883 года

9 декабря 1846 года лорд Стэр женился на Луизе Джейн Генриетте Эмили де Франкето (? — 30 июня 1896), дочери Огюстена Луи Жозефа Казимира Гюстава де Франкето, герцога де Куаньи, и Генриетты Дандас Далримпл-Гамильтон. У супругов было шестеро детей:
- Джон Далримпл, 11-й граф Стэр (12 июня 1848 — 2 декабря 1914), старший сын и преемник отца.
- Леди Джейн Джорджина Далримпл (28 апреля 1850 — 8 июня 1914; близнец), в 1880 году она вышла замуж за сэра Артура Вивиана[англ.] (1834—1926)
- Леди Энн Генриетта Далримпл (28 апреля 1850 — 18 февраля 1899; близнец), в 1881 году она вышла замуж за генерал-майора Уильяма Веси Браунлоу[англ.] (1841—1928)[3]
- Достопочтенный Норт де Куаньи Далримпл-Гамильтон (31 октября 1853 — 9 ноября 1906), женился на Марсии Лидделл и имел детей, включая Фредерика Далримпл-Гамильтона[англ.]
- Достопочтенный Сэр Хью Гамильтон Далримпл[англ.] (27 сентября 1857 — 11 июля 1945), не женат и не имел детей[3][4]
- Преподобный Достопочтенный Роберт Макгилл Далримпл (11 сентября 1862 — 9 апреля 1938), викарий церкви Св. Стефана, Снейнтон, Ноттингем.

Лорд Стэр скончался 3 декабря 1903 года в возрасте 84 лет. Ему наследовал его старший сын, Джон Далримпл, 11-й граф Стэр.